# Norweski Komitet Noblowski
Norweski Komitet Noblowski (norw. Den Norske Nobelkomite) – komisja nominująca do Pokojowej Nagrody Nobla. W jej skład wchodzi pięciu członków mianowanych przez norweski parlament, odpowiadających za skład i pracę tego organu. Obsługą administracyjną Komitetu zajmuje się Norweski Instytut Noblowski, w którego siedzibie odbywają się wszystkie obrady Komitetu. Dyrektor Instytutu pełni funkcję stałego sekretarza Komitetu Noblowskiego oraz jest ex officio jednym z jego doradców.

## Historia
26 kwietnia 1897 roku norweski parlament przyjął na siebie zadanie wybierania pięcioosobowego komitetu odpowiedzialnego za przyznawanie Pokojowej Nagrody Nobla, co zostało sformalizowane 5 sierpnia tego roku.

## Lista przewodniczących

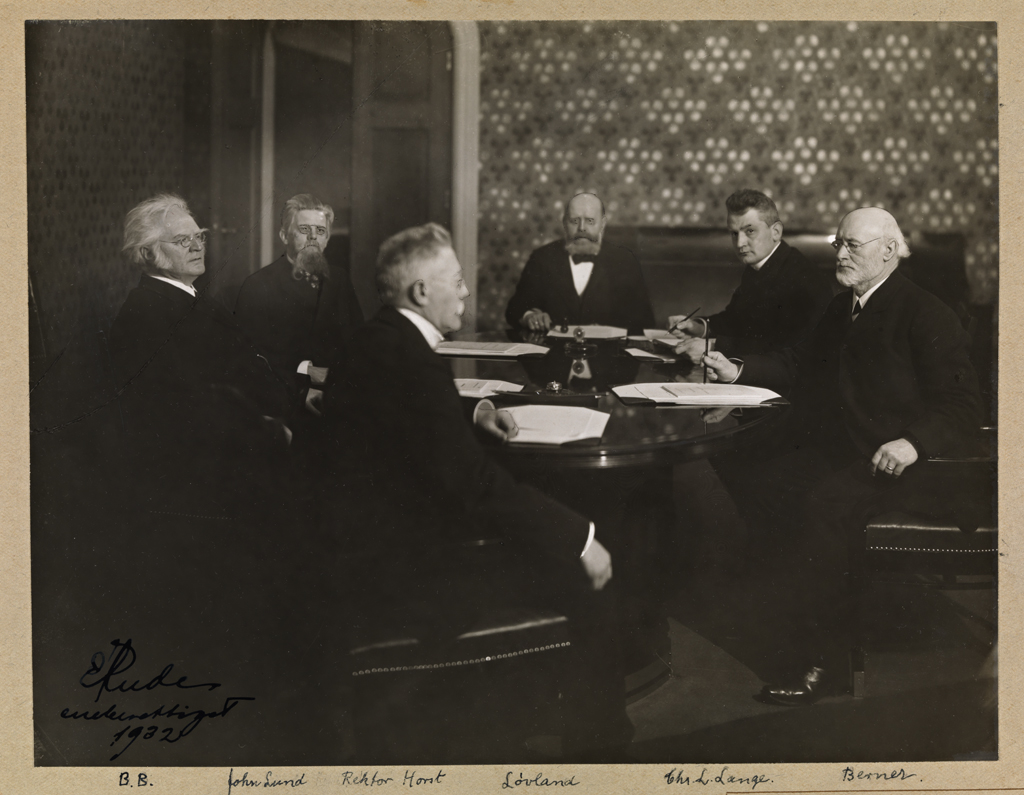
Pierwsze spotkanie Norweskiego Komitetu Noblowskiego w 1897 roku

- 1900–1901: Bernhard Getz
- 1901–1922: Jørgen Løvland
- 1922–1922: Hans Jacob Horst
- 1922–1941: Fredrik Stang
- 1941–1943: Gunnar Jahn
- 1944–1945: nikt
- 1945–1945: Carl Joachim Hambro
- 1945–1966: Gunnar Jahn
- 1967–1967: Nils Langhelle
- 1967–1967: Bernt Ingvaldsen
- 1968–1978: Aase Lionæs
- 1979–1981: John Sanness
- 1982–1989: Egil Aarvik
- 1990–1990: Gidske Anderson
- 1991–1999: Francis Sejersted
- 2000–2002: Gunnar Berge
- 2003–2008: Ole Danbolt Mjøs
- 2009–2015: Thorbjørn Jagland
- 2015–2017: Kaci Kullmann Five
- 2017–2023: Berit Reiss-Andersen
- od 2024: Jørgen Watne Frydnes